# Ivan Ilić
Ivan Ilić (v srbské cyrilici: Иван Илић, * 14. srpna 1978, Bělehrad, Jugoslávie) je americký klavírní virtuóz srbského původu. Momentálně žije v Paříži.

## Životopis
Narodil se 14. srpna 1978 v Bělehradě, v tehdejší Jugoslávii. Na Kalifornské univerzitě v Berkeley studoval obory matematika a hudba. Chvíli také navštěvoval hudební konzervatoř v San Francisku. Absolvoval postgraduální studium na pařížské konzervatoři, kde získal Premier Prix. Pokračoval na École Normale de Musique de Paris. Jeho učiteli ve Francii byli mezi jinými i François-René Duchâble, Christian Ivaldi a Jacques Rouvier.

## Kariéra
Vystupujíc především jako sólista, Ilić je známý svými interpretacemi francouzské hudby, zejména prací Clauda Debussyho.
V říjnu 2008 mu na francouzském nahrávacím labelu Paraty vyšla jeho nahrávka 24 Debussyho preludií (Debussy’s 24 Préludes), která byla ve Francii oceněna Mezzo TV’s Critics Choice. Kritici Fanfare Magazine zařadili nahrávku mezi 5 nejlepších roku 2008. Stejným způsobem byla oceněna i francouzským internetovým portálem Classique News. Ilić, který na albu upravil pořadí preludií, musel později své kontroverzní rozhodnutí ve vícerých rozhovorech obhajovat.
Ilić se soustředí zejména na sólový repertoár. Nahrál práce Johanna Sebastiana Bacha, Georga Friedricha Händela, Josepha Haydna, Ludwiga van Beethovena, Frédérika Chopina, Roberta Schumanna, Ference Liszta, Johannese Brahmse, Clauda Debussyho, Maurice Ravela a Luciena Durosoira. Do svých recitálů však často zahrnuje i současnou hudbu.
Mezi rostoucím počtem skladatelů, kteří pro něj napsali nové práce nechybí jména jako John Metcalf, Keeril Makan a Dmitri Tymoczko.
Jeho další nahrávkou bude album variací na Chopinovy etudy od Leopolda Godowského (Studies on Chopin’s Études by Leopold Godowsky).
Ilić vystupoval v Carneggie Hall, Weill Hall v New Yorku, Wigmore Hall, Glenn Gould Studio a v irské National Concert Hall.
Od června 2011 jsou mnohé nahrávky Ivana Iliće k dispozici na stránce IMSLP.

## Diskografie
- Ivan Ilić, pianiste - oeuvres de Brahms, Beethoven et Chopin, Mairie de Paris
- Elegance and Refinement - Baroque Suites, French Sweets, Magnatune[6]
- Fugitive Visions - Piano Masterworks by Chopin and Liszt, Magnatune
- Romantic - Powerful Miniatures by Schumann and Brahms, Magnatune[7]
- Vitality and Virtuosity - Sonatas by Haydn and Beethoven, Magnatune
- Transcendental - Transcriptions by Brahms and Godowsky, Magnatune
- Claude Debussy - Préludes pour piano, Livres 1 et 2, Paraty[8]
- Leopold Godowsky - 22 Chopin Studies, Paraty[9]

## Herectví a psaní
V roce 2010 herecky debutoval v krátkém filmu Luca Plissonneaua, Izákova volba (Les Mains), kde se představil v hlavní roli Izáka.
V roce 2011 si zahrál postavu Glenna Goulda v novém krátkém filmu Benoîta Maireho, Pastýř (Le Berger) po boku známého herce Lou Castela.
Také píše o hudbě na internetovou stránku Washington Times.